# 2402 Satpaev
A 2402 Satpaev (ideiglenes jelöléssel 1979 OR13) a Naprendszer kisbolygóövében található aszteroida. Nyikolaj Sztyepanovics Csernih fedezte fel 1979. július 31-én.